# كالفين كولينز
كالفين كولينز (بالإنجليزية: Calvin Collins)‏ هو لاعب كرة قدم أمريكية أمريكي، ولد في 5 يناير 1974 في بومونت في الولايات المتحدة.

## وصلات خارجية
- كالفين كولينز على موقع مرجع كرة القدم المحترفة.كوم (الإنجليزية)